# Ken'ichi Fukui
Ken'ichi Fukui (福井謙一?   ; Nara, 4 de octubre de 1918-Kioto, 9 de enero de 1998) fue un químico y profesor universitario japonés galardonado con el Premio Nobel de Química de 1981. También es conocido como el primer científico asiático en recibir un premio Nobel de Química.

## Biografía
Fukui era el mayor de los tres hijos de Ryokichi Fukui, un comerciante de comercio exterior, y Chie Fukui. Nació en Nara, Japón. Estudió física y química en la Universidad de Kioto, donde se licenció en 1941. En 1943 empezó a trabajar en el departamento de Química de Carburantes de la Universidad Imperial de Kyoto, donde fue nombrado profesor ayudante en 1945. En 1947 se casó con Tomoe Horie, con quien tuvo un hijo y una hija. En 1948 se doctoró en Ingeniería química y accedió a la cátedra de Fisicoquímica  en 1951, cargo que ocupó hasta 1982.
Falleció como consecuencia de un cáncer, a los 79 años de edad.

## Investigaciones científicas
En sus inicios era un experimentalista, pero antes de 1956 ya había formado un subgrupo de teóricos en su equipo de investigación. Entre 1944 y 1972 publicó 137 artículos sobre química orgánica experimental, además de otros artículos sobre la ingeniería de reacción y de catálisis. Interesado en las reacciones químicas, centró sus trabajos en las órbitas frontales observando como sus propiedades de simetría permiten explicar sus reacciones químicas.
En 1981 fue galardonado, junto con el estadounidense Roald Hoffmann aunque por sus trabajos independientes, por sus teorías sobre el desarrollo de las reacciones químicas.